# Hugo Skantze
Hugo Skantze, född 24 januari 1867 i Åsa, död 14 september 1919 i Karlskrona, var en svensk företagsledare.
Efter studentexamen i Göteborg 1887 flyttade Hugo Skantze till Karlskrona och blev verkstadschef på familjeföretaget Karlskrona Lampfabrik och 1900 blev han dess VD fram till sin död 1919.
Hugo Skantze var ledamot av Karlskrona stadsfullmäktige sedan 1899 och av drätselkammaren sedan 1905 - dess ordförande sedan 1917. Han var ordförande i stadens lönekommitté och ombud för gatubelysningen, vice ordförande i renhållningsstyrelsen och i belysningsstyrelsen, styrelseledamot i handels- och sjöfartsnämnden, i varmbadhuset, i kommunala folkköket och i Bostadsaktiebolaget Trossö. Han var en av de drivande i utvecklingen av Karlskrona stads slakthus, renhållningsverk, elektricitetsverk och spårvägar samt starkt engagerad i exploateringen av Bergåsaområdet, Ekholmen, Saltö, byggandet av Saltöbron samt i ombyggnaden av Karlskrona hamn. Dessutom var han ordförande i Karlskrona Fabriks- och Hantverksförening i tio år samt i de Lundeska och Danielsonska kassorna. Han var styrelseledamot i Hantverkarnas och Fabriksidkarnas änke- och pupillkassa, i Smålands enskilda banks Karlskronakontor och i Bank AB Södra Sverige.
Hugo Skantze var son till lantbrukare Anton Skantze och hans hustru Marie. Han var gift med Nanna Svahn (1870-1935) och hade med henne sönerna Lars-Olof Skantze (1897-1955) och Björn-Orvar Skantze (1910-1975) och fyra döttrar.